# Xenophasia xanthomelanodes
Xenophasia xanthomelanodes là một loài ruồi trong họ Tachinidae.